# Euridome (satélite)
Euridome (do grego: Ευριδομη), ou Júpiter XXXII, é um satélite natural de Júpiter. Foi descoberto por um time de astrônomos da Universidade do Havaí liderados por Scott S. Sheppard em 2001, e recebeu a designação temporária de S/2001 J 4.
Euridome tem aproximadamente 3 km de diâmetro, e orbita Júpiter a uma média de 23,231 Mm em 723.359 dias, a uma inclinação de 149° em relação à eclíptica (147° em relação ao equador de Júpiter), num movimento retrógrado irregular e com uma excentricidade orbital de 0,3770.
Foi nomeado em agosto de 2003 em homenagem a Euridome que na mitologia grega é tida como mãe — e o pai, Zeus (Júpiter) — das Graças.
Pertence ao grupo Pasife, cujas luas irregulares e retrógradas orbitam Júpiter a distâncias que variam entre 22.8 e 24.1 Gm, com inclinações variando de 144.5° e 158.3°